# Coptocephala raffrayi
Coptocephala raffrayi is een keversoort uit de familie bladkevers (Chrysomelidae). De wetenschappelijke naam van de soort werd in 1870 gepubliceerd door Jules Desbrochers des Loges.